# Charyl Chappuis
Charyl Yannis Chappuis (Thai ชาริล ยานนิส ชาปุย; Kloten, 12 gennaio 1992) è un calciatore svizzero naturalizzato thailandese, centrocampista del Bangkok.

## Palmarès

### Club

#### Competizioni nazionali
- Thai League: 1

Buriram United: 2013
- Thai FA Cup: 1

Buriram United: 2013
- Thai League Cup: 2

Buriram United: 2013
Muangthong United: 2017